# Hans-Jörg Schuster
Hans-Jörg Schuster (* 1. Mai 1953 in Magdeburg) ist ein deutscher Politiker (FDP). Er war von 1990 bis 1994 Mitglied im Landtag Sachsen-Anhalt.

## Ausbildung und Leben
Hans-Jörg Schuster besuchte zehn Klassen der POS und machte 1969 bis 1971 eine zweijährige Lehre als Baufacharbeiter. Von 1971 bis 1974 besuchte er die Fachschule und schloss die Ausbildung als Bauingenieur und Fachingenieur für Denkmalpflege ab. 1974 bis 1977 arbeitete er als Bauleiter und Technologe. 1978 bis 1985 war er Ingenieur für Investitionen und 1985 bis 1990 technischer Direktor.
Hans-Jörg Schuster ist evangelischer Konfession, verheiratet und hat zwei Kinder.

## Politik
Hans-Jörg Schuster trat 1972 der LDPD bei. 1979 bis 1990 war er Mitglied der Stadtverordnetenversammlung Magdeburg.
Er wurde bei der ersten Landtagswahl in Sachsen-Anhalt 1990 über die Landesliste in den Landtag gewählt. Im Landtag war er parlamentarischer Geschäftsführer der FDP-Fraktion.